# IBU-cupen 2011/2012
IBU-cupen 2011/2012 startade den 25 november 2011 i Östersund, Sverige och avslutas i Altenberg, Tyskland den 7-11 mars 2012. IBU-cupen är en internationell samling av tävlingar i skidskytte. Cupen fungerar som underdivision till världscupen. Titelförsvarare är Victor Vasiljev, på herrsidan, och Uliana Denisova på damsidan.
Säsongen skulle egentligen ha inletts i Idre, men på grund av snöbrist beslutades det den 15 november att tävlingen skulle flyttas till Östersund istället. Idre står dock fortfarande formellt kvar som arrangör.

## Tävlingsprogram
| Datum               | Ort                 | Land      |
| 25-27 november 2011 | Östersund (Idre)    | Sverige   |
| 9-11 december 2011  | Ridnaun-Val Ridanna | Italien   |
| 16-18 december 2011 | Obertilliach        | Österrike |
| 13-15 januari 2012  | Forni Avoltri       | Italien   |
| 10-12 februari 2012 | Canmore             | Kanada    |
| 14-16 februari 2012 | Canmore             | Kanada    |
| 7-11 mars 2012      | Altenberg           | Tyskland  |

## IBU-cuppoäng
| Poängsystem säsongen 2011/2012 (sedan 2008/2009) | Poängsystem säsongen 2011/2012 (sedan 2008/2009) | Poängsystem säsongen 2011/2012 (sedan 2008/2009) | Poängsystem säsongen 2011/2012 (sedan 2008/2009) | Poängsystem säsongen 2011/2012 (sedan 2008/2009) | Poängsystem säsongen 2011/2012 (sedan 2008/2009) | Poängsystem säsongen 2011/2012 (sedan 2008/2009) | Poängsystem säsongen 2011/2012 (sedan 2008/2009) | Poängsystem säsongen 2011/2012 (sedan 2008/2009) | Poängsystem säsongen 2011/2012 (sedan 2008/2009) | Poängsystem säsongen 2011/2012 (sedan 2008/2009) | Poängsystem säsongen 2011/2012 (sedan 2008/2009) | Poängsystem säsongen 2011/2012 (sedan 2008/2009) | Poängsystem säsongen 2011/2012 (sedan 2008/2009) | Poängsystem säsongen 2011/2012 (sedan 2008/2009) | Poängsystem säsongen 2011/2012 (sedan 2008/2009) | Poängsystem säsongen 2011/2012 (sedan 2008/2009) | Poängsystem säsongen 2011/2012 (sedan 2008/2009) | Poängsystem säsongen 2011/2012 (sedan 2008/2009) | Poängsystem säsongen 2011/2012 (sedan 2008/2009) | Poängsystem säsongen 2011/2012 (sedan 2008/2009) | Poängsystem säsongen 2011/2012 (sedan 2008/2009) | Poängsystem säsongen 2011/2012 (sedan 2008/2009) | Poängsystem säsongen 2011/2012 (sedan 2008/2009) | Poängsystem säsongen 2011/2012 (sedan 2008/2009) | Poängsystem säsongen 2011/2012 (sedan 2008/2009) | Poängsystem säsongen 2011/2012 (sedan 2008/2009) | Poängsystem säsongen 2011/2012 (sedan 2008/2009) | Poängsystem säsongen 2011/2012 (sedan 2008/2009) | Poängsystem säsongen 2011/2012 (sedan 2008/2009) | Poängsystem säsongen 2011/2012 (sedan 2008/2009) | Poängsystem säsongen 2011/2012 (sedan 2008/2009) | Poängsystem säsongen 2011/2012 (sedan 2008/2009) | Poängsystem säsongen 2011/2012 (sedan 2008/2009) | Poängsystem säsongen 2011/2012 (sedan 2008/2009) | Poängsystem säsongen 2011/2012 (sedan 2008/2009) | Poängsystem säsongen 2011/2012 (sedan 2008/2009) | Poängsystem säsongen 2011/2012 (sedan 2008/2009) | Poängsystem säsongen 2011/2012 (sedan 2008/2009) | Poängsystem säsongen 2011/2012 (sedan 2008/2009) | Poängsystem säsongen 2011/2012 (sedan 2008/2009) |
| ------------------------------------------------ | ------------------------------------------------ | ------------------------------------------------ | ------------------------------------------------ | ------------------------------------------------ | ------------------------------------------------ | ------------------------------------------------ | ------------------------------------------------ | ------------------------------------------------ | ------------------------------------------------ | ------------------------------------------------ | ------------------------------------------------ | ------------------------------------------------ | ------------------------------------------------ | ------------------------------------------------ | ------------------------------------------------ | ------------------------------------------------ | ------------------------------------------------ | ------------------------------------------------ | ------------------------------------------------ | ------------------------------------------------ | ------------------------------------------------ | ------------------------------------------------ | ------------------------------------------------ | ------------------------------------------------ | ------------------------------------------------ | ------------------------------------------------ | ------------------------------------------------ | ------------------------------------------------ | ------------------------------------------------ | ------------------------------------------------ | ------------------------------------------------ | ------------------------------------------------ | ------------------------------------------------ | ------------------------------------------------ | ------------------------------------------------ | ------------------------------------------------ | ------------------------------------------------ | ------------------------------------------------ | ------------------------------------------------ | ------------------------------------------------ |
| Placering                                        | 1                                                | 2                                                | 3                                                | 4                                                | 5                                                | 6                                                | 7                                                | 8                                                | 9                                                | 10                                               | 11                                               | 12                                               | 13                                               | 14                                               | 15                                               | 16                                               | 17                                               | 18                                               | 19                                               | 20                                               | 21                                               | 22                                               | 23                                               | 24                                               | 25                                               | 26                                               | 27                                               | 28                                               | 29                                               | 30                                               | 31                                               | 32                                               | 33                                               | 34                                               | 35                                               | 36                                               | 37                                               | 38                                               | 39                                               | 40                                               |
| Poäng                                            | 60                                               | 54                                               | 48                                               | 43                                               | 40                                               | 38                                               | 36                                               | 34                                               | 32                                               | 31                                               | 30                                               | 29                                               | 28                                               | 27                                               | 26                                               | 25                                               | 24                                               | 23                                               | 22                                               | 21                                               | 20                                               | 19                                               | 18                                               | 17                                               | 16                                               | 15                                               | 14                                               | 13                                               | 12                                               | 11                                               | 10                                               | 9                                                | 8                                                | 7                                                | 6                                                | 5                                                | 4                                                | 3                                                | 2                                                | 1                                                |